# 668 هـ
668 هـ هِي سنة في التقويم الهجري امتدت مقابلةً في التقويم الميلادي بين سنتي 1269 و1270.

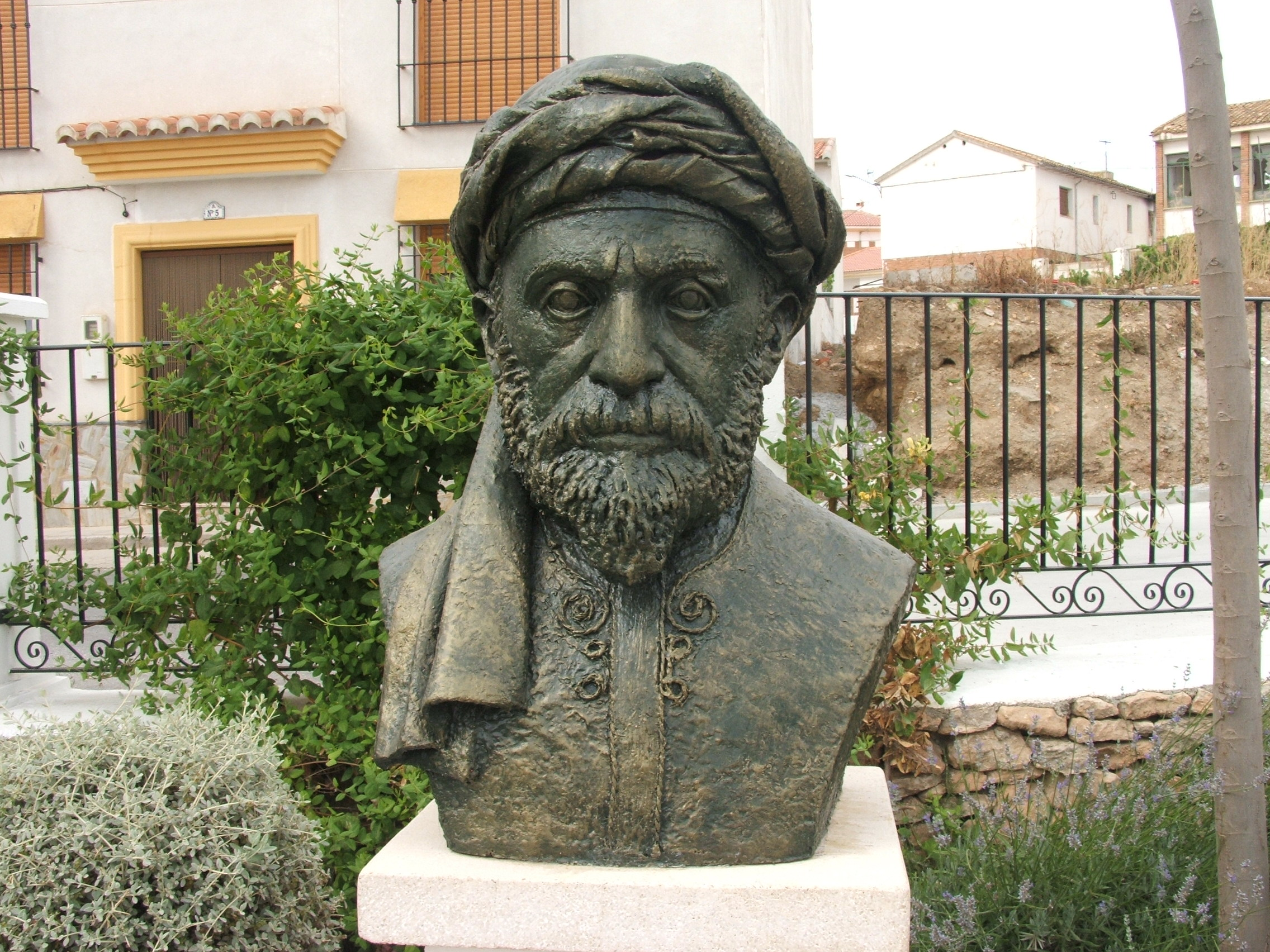
أبو الحسن الششتري

## وفيات
- أبو الحسن الششتري
- ابن أبي أصيبعة